# Mécia Lopes de Haro
Mécia Lopes de Haro (Mencía López de Haro) bila je kastiljska plemkinja i portugalska kraljica. Njezini su roditelji bili Lope Díaz II. de Haro i gospa Uraka – kći kralja Alfonsa IX. Leonskog.
Mécijin prvi muž bio je Álvaro Pérez de Castro, a drugi kralj Sančo Portugalski, za kojeg se Mécia udala nakon što je postala udovica. Oba su braka smatrana kontroverznim. Svećenstvo se »diglo« protiv Sančova braka te je papa brak poništio. 